# Word of Mouth (Jaco Pastorius)
Word of Mouth è il secondo album di Jaco Pastorius, pubblicato nel 1981. È anche il nome della big band creata dallo stesso Pastorius, con la quale ha fatto dei tour fra il 1980 e il 1984.

## Il disco
Il talento sul basso elettrico dell'artista si esprime attraverso una poetica musicale estremamente articolata.
In questo disco Pastorius scrive e arrangia (anche se secondo alcune fonti gli arrangiamenti furono di Larry Warrilow, in un'intervista quest'ultimo afferma di essere stato esclusivamente "il copista di Jaco") per una Big Band composta da musicisti competenti.
Nel primo pezzo Crisis, i vari solisti sono stati ripresi singolarmente senza sentirsi l'un l'altro, ma suonando su una ritmica velocissima di Pastorius e Peter Erskine.
La traccia conclusiva John and Mary è dedicata da Pastorius ai suoi figli.

## Musicisti
Don Alias, Jack DeJohnette, Peter Erskine, Herbie Hancock, Paul Hornmuller, Othello Molineaux, Robert Thomas Jr., Leroy Williams, David Bargeron, Roger Bobo, John Clark, David Duke, Bobby Findley, Chuck Findley, Peter Gordon, Tommy Johnson, William Lane, Charles Loper, Waren Luening, Lew McCreary, Jim Pugh, William Reichenbach, Jeff Reynolds, David Taylor, Brad Warnaar, Snooky Young, Michael Brecker, David Breidenthal, Robert Cowart, Howard Johnson, Hubert Laws, Lorin Levee, Tom Scott, Wayne Shorter, Toots Thielemans, James Walker, David Weiss, George Young, Jim Gilstrap, John Lehman, Edie Lehmann, Myrna Matthews, Marti McCall, Petsye Powell, Alfie Silas, Zedric Turnbough.

## Tracce
1. Crisis – 5:17
2. 3 Views of a Secret – 6:05
3. Liberty City – 11:57
4. Chromatic Fantasy – 3:01
5. Blackbird – 2:48
6. Word of Mouth – 4:21
7. John and Mary – 10:52